# Municipio de Unity (Pensilvania)
El municipio de Unity (en inglés: Unity Township) es un municipio ubicado en el condado de Westmoreland en el estado estadounidense de Pensilvania. En el año 2000 tenía una población de 21,137 habitantes y una densidad poblacional de 121 personas por km².

## Geografía
El municipio de Unity se encuentra ubicado en las coordenadas 40°14′00″N 79°21′59″O / 40.23333, -79.36639.

## Demografía
Según la Oficina del Censo en 2000 los ingresos medios por hogar en la localidad eran de $40,585 y los ingresos medios por familia eran $49,593. Los hombres tenían unos ingresos medios de $37,907 frente a los $26,164 para las mujeres. La renta per cápita para la localidad era de $21,116. Alrededor del 8,7% de la población estaban por debajo del umbral de pobreza.